# György Mailáth (Politiker, 1786)

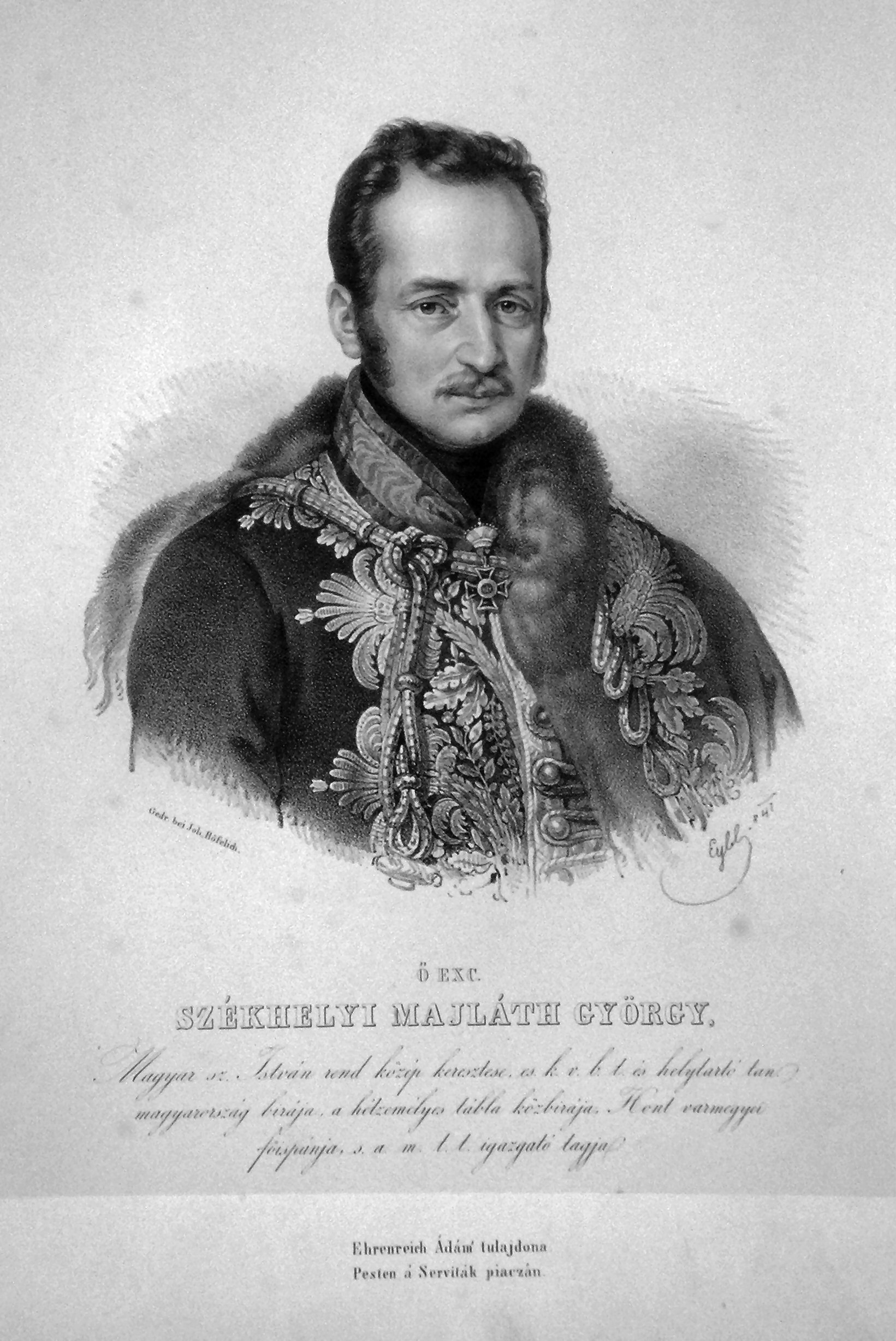
György Mailáth

György (Georg) Mailáth von Székhely (auch Majláth, * 22. April 1786 in Zavar, Komitat Pressburg; † 11. April 1861 in Wien) war ein ungarischer Politiker, Reichsoberrichter und Präsident des Magnatenhauses.

## Leben
Nach Studium der Philosophie in Pest wurde Mailáth 1811 Obernotar des Komitats Pressburg und Gesandter dessen auf dem Landtag. Ab 1817 war er Vizegespan des Komitats und wurde 1821 Rat bei der Ungarischen Statthalterei. Im Folgejahr wurde er Protonotar der königlichen Tafel und wenig später Hofrat der Ungarischen Hofkanzlei in Wien. 1825 wurde er zum königlichen Personalis (ung. Királyi személynök) ernannt und leitete in der Folge ex officio den ungarischen Landtag. 1829 wurde er Obergespan des Komitats Hont und 1831 zum Staatsrat ernannt. Von 1839 bis 1848 war Mailáth Landesrichter und war auf dem Landtag von 1848 Präsident des Magnatenhauses.